# Giovanni Battista Pittoni
Giovanni Battista Pittoni (Venècia, 20 de juny de 1687 - 17 de novembre de 1767) va ser un pintor italià. Va destacar com a autor de temes religiosos, històrics i mitològics. Encara que no va sortir mai d'Itàlia, va treballar per a les corts sueca, austríaca i alemanya.

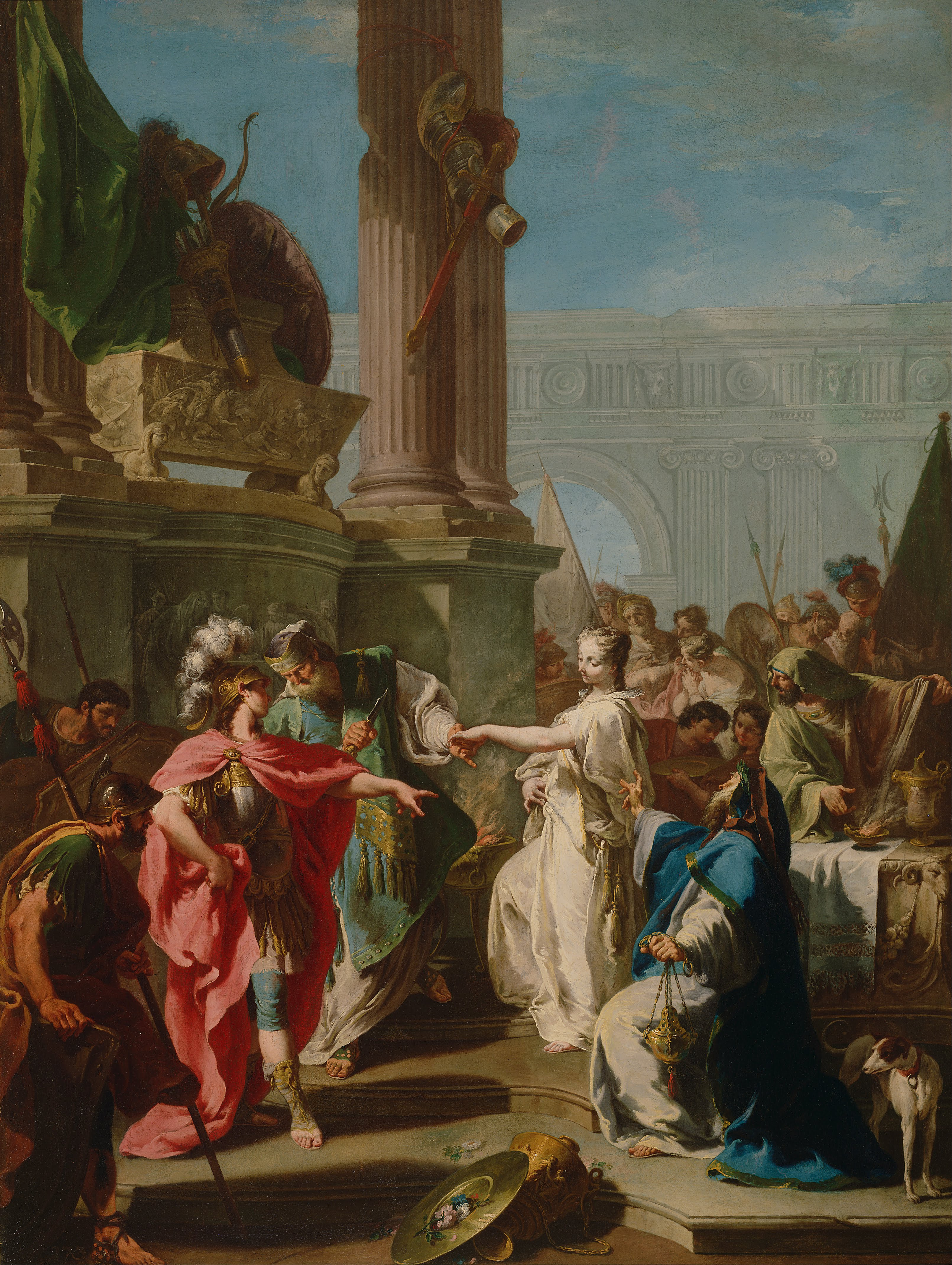
El sacrifici de Políxena, al Getty Center de Los Angeles

## Biografia
Provinent d'una família de pintors, va aprendre art amb el seu oncle Francesco Pittoni, amb el qual va realitzar en 1716 el quadre Samsó i Dalila (Collezione Querini, Pordenone).
Al començament de la seva carrera el seu estil està influït encara pel barroc, que anirà abandonant gradualment: al Martiri de Sant Tomàs (església de San Stae, Venècia) i a Diana i Acteó (Museu de Vicenza) s'entreveuen ja els principals caràcters de la seva pintura: riquesa de color, distribució lliure de les formes, un rigor extrem en la definició dels detalls i un sentit refinat de la composició, propis ja del rococó europeu.

## Obres

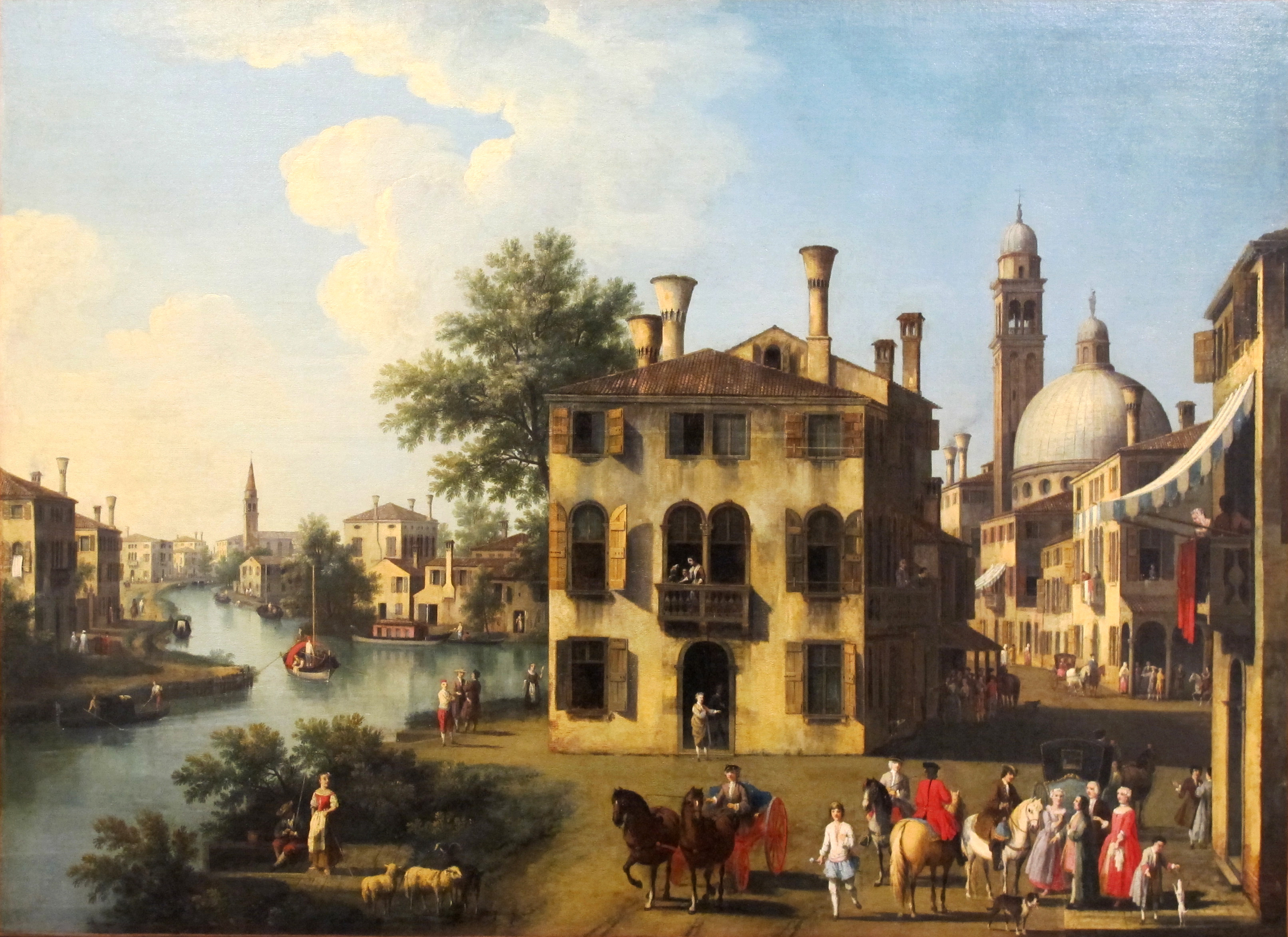
Vista del Brenta a Dolo, al Museu Metropolità d'Art de Nova York

Amb influència de Sebastiano Ricci i de Giovanni Battista Tiepolo, per la plasticitat formal i la frescor del color, realitza Sant Pere, Sant Pau i Pius V adorant la Verge (església de Santa Corona, Vicenza) i el Jurament d'Anníbal (Pinacoteca de Brera, Milà). En el decenni 1730-1740 realitza les seves obres mestres, com ara La Nativitat (Accademia dei Concordi, Rovigo) i la Continència d'Escipió (Louvre, París).
Les seves obres més madures assenyalen un cert retorn als valors del passat, com el Martiri de Santa Hestèria (catedral de Bèrgam), l'Al·legoria de les Ciències i les Arts (Collezione Marzotto, Valdagno), El saqueig de Cras al Temple de Jerusalem (1473) i L'Anunciació (1757, Galeria de l'Acadèmia de Venècia). Entre 1658 i 1661 va ser president de l'Acadèmia de Venècia.

## Museus
Entre els museus en què s'exposa Pittoni, el Museu Nacional d'Art de Catalunya en conserva una Sagrada Família; també hi trobem obra seva, entre d'altres, a la Galeria dels Uffizi (Florència), al Museu del Louvre (París), al Museu Metropolità d'Art (Nova York), a la Pinacoteca de Brera (Milà), a la National Gallery (Londres), al Getty Center (Los Angeles), al Museu d'Art del Comtat de Los Angeles, a l'Hermitage (Sant Petersburg), a la Southampton City Art Gallery (Southampton), al Museu Fitzwilliam (Cambridge), al Museu d'Art de São Paulo, al Museu Puixkin (Moscou), al Museu Ashmolean de la Universitat d'Oxford, a la Galeria de l'Acadèmia de Venècia, al Museu Wallraf–Richartz (Colònia), a la Gemäldegalerie (Berlín), a la National Gallery of Victoria (Melbourne), al Museu Berggruen (Berlín), al Museu de Belles Arts de Bordeus, al Courtauld Institute of Art (Londres), al Museu d'Art de Cleveland, al Museu d'Art de San Diego, a la Biblioteca Ambrosiana (Milà), al Museu Thyssen-Bornemisza (Madrid) o al Minneapolis Institute of Art.